# Палмотич, Джунье
Джунье (Джоно) Палмотич или Юниус Пальмотта (хорв.  Junije Palmotić, 1607, Дубровник — 1657, там же) —  хорватский поэт и драматург эпохи барокко.

## Биография
Из знатной рагузской семьи, по линии матери — двоюродный племянник Ивана Гундулича. Учился в иезуитской школе, открытой в 1619. В 18-летнем возрасте был избран членом Большого Совета Рагузской республики. Вместе с Юрием Крижаничем выступал сторонником единства славянских народов.
Племянником Палмотича, написавшим его биографию, был выдающийся ученый и философ, посланник Рагузской республики в Ватикане, хранитель, а в конце жизни — ректор Ватиканской библиотеки Степан Градич.

## Творчество
В поэзии (писал на хорватском языке) Палмотич продолжал линию Гундулича, разрабатывал мифологические сюжеты. Переводил с итальянского; среди прочего, перевел поэму Джироламо Виды «Христиада» (1535), посвятив свой труд королеве Швеции Кристине (перевод опубликован в 1670 в Риме). Наиболее известны четыре его драмы «Павлимир», «Каптислава», «Бисерница» и «Даница», мифологизированные протагонисты которых выступают своеобразными славянскими параллелями героев Овидия, Вергилия, Ариосто и Тассо.